# 彭述
彭述，號向青，湖南清泉（今湖南省衡陽市）人，清朝政治人物、進士出身。
光緒十一年，拔貢生；同年鄉試中舉；次年，登進士，同年五月，改翰林院庶吉士。光緒十五年，授翰林院編修、國史館協修，次年改教習庶吉士。光緒十八年，任會試同考官；光緒十九年，任湖北鄉試副考官。光緒二十一年，授會試同考官。光緒二十二年，任浙江道監察御史。后改吏科給事中。光緒二十七年，任湖北學政。光緒三十四年，任福建延建邵道。